# Jonathan Sesma
Jonathan Sesma González (* 14. November 1978 in Las Palmas) ist ein spanischer Fußballspieler, der beim FC Córdoba in der spanischen Segunda División spielt.

## Spielerkarriere

### Die Anfänge
Jonathan Sesma startete seine Karriere als Fußballer bei CD Corralejo 1997/98 in der Tercera División. Anschließend wechselte er zu FC Universidad Las Palmas in die Segunda División B, wo er erstmals sein Talent zeigen konnte. In 41 Spielen gelangen ihm 13 Treffer. Über die zweite Mannschaft von RCD Mallorca versuchte Sesma 1999/2000 den Weg in den Profifußball zu schaffen. Zwar durfte er 36 Spiele bestreiten, jedoch konnte er nur drei Tore erzielen. Anschließend kehrte er zu Universidad Las Palmas zurück, wo er mit zehn Toren in 40 Spielen wieder seine Qualitäten als Torjäger bewies.

### Segunda und Segunda B
Nachdem er wieder auf sich aufmerksam machen konnte, versuchte Jonathan Sesma 2001/2002 einen erneuten Anlauf bei einem anderen Verein. In der 2. Liga bei FC Córdoba kam er in der ersten Saisonhälfte allerdings nur auf ein einziges Tor in 13 Einsätzen. So ging er in der Rückrunde wieder in die Segunda B, wo er für AD Ceuta spielte, aber mit nur zwei Treffern in 13 Spielen eine für ihn erneut schwache Bilanz aufwies. Nun setzt Sesma zum dritten Anlauf in Las Palmas an und dieses Mal gelang ihm endgültig der Durchbruch. Mit 23 Toren in 35 Spielen zog er das Interesse einiger Erst- und Zweitligisten auf sich.

### Die letzten Jahre
Im Sommer 2003 nahm Jonathan Sesma das Angebot von Zweitligist FC Cádiz an. Mit dem Club stieg er in der Saison 2004/2005 in die erste Liga auf. Schon nach einer Saison ging es wieder in Liga 2 runter, doch für Jonathan Sesma lief es persönlich sehr gut. Bei den Andalusiern blieb er noch ein weiteres Jahr nach dem Abstieg und konnte sich stetig weiterentwickeln. Insgesamt bestritt Sesma in vier Jahren 156 Erst- und Zweitliga-Partien für Cádiz und schoss dabei 39 Tore.
Im Sommer 2007 wechselte er zum Erstliga-Aufsteiger Real Valladolid, wo er sich ebenfalls einen Stammplatz erarbeiten konnte. Nachdem er mit dem Klub zweimal den Klassenerhalt sichern konnte, stieg er am Ende der Saison 2009/10 in die Segunda División ab. Er verließ den Verein und wechselte zum FC Córdoba.